# Bojan Krstović
Bojan Krstović (in serbo Бојан Крстовић?; Goraždevac, 1º novembre 1980) è un ex cestista serbo.

## Carriera
Ha giocato nella massima serie serba dal 2001 al 2013, vincendo per due volte la Lega Adriatica e 4 coppe nazionali; da novembre 2013 gioca nella Remer Treviglio, squadra di Legadue Silver

## Palmarès
- Campionato montenegrino: 1

Budućnost: 2011-12
- Coppa di Serbia e Montenegro: 1

FMP Železnik: 2005
- Coppa di Serbia: 1

FMP Železnik: 2007
- Coppa del Montenegro: 1

Budućnost: 2012
- Lega Adriatica: 2

FMP Železnik: 2003-2004, 2005-06